# 飯能市民球場
飯能市民球場（はんのうしみんきゅうじょう）は、埼玉県飯能市にある野球場である。

## 概要
当球場は飯能市阿須運動公園内に位置し、他に市民体育館、ホッケー場などが併設されている。他に親水公園、ムーミン屋敷等が所在するトーベ・ヤンソンあけぼの子どもの森公園がある。場内に売店などはないがすぐ隣にカインズ飯能店がある。
埼玉西武ライオンズ二軍がイースタン・リーグの公式戦を開催している。2020年に開校したライオンズアカデミー飯能校は、当球場を会場としている。
2021年に、ベースボール・チャレンジ・リーグ（ルートインBCリーグ）の埼玉武蔵ヒートベアーズが公式戦4試合の開催を計画し、最初の試合が予定通り4月30日に開催された。その後、2023年までは毎年開催があったが、2024年は当初より日程が組まれなかった。

## 施設概要
- グラウンド：両翼92m・中堅120m
- スコアボード：電光式（選手名手動式）
- 照明：小型照明塔6基

## 交通
西武池袋線・元加治駅で下車。駅前の道を右側に進み、踏切を渡りこの道を道なりに歩いて行くと県道に突き当たるので、これを右折してしばらく歩いて行くと当球場が見える。元加治駅から歩いて約15分くらい。